# 林內鄉
林內鄉位於臺灣雲林縣東北端，東臨南投縣竹山鎮，以清水溪為界；北接彰化縣二水鄉，以濁水溪為界；西鄰莿桐鄉；南毗斗六市。全鄉依山傍水、沃野千頃，是雲林縣東北屏障，也是嘉南平原北路要衝，地理位置有一點重要。

## 歷史

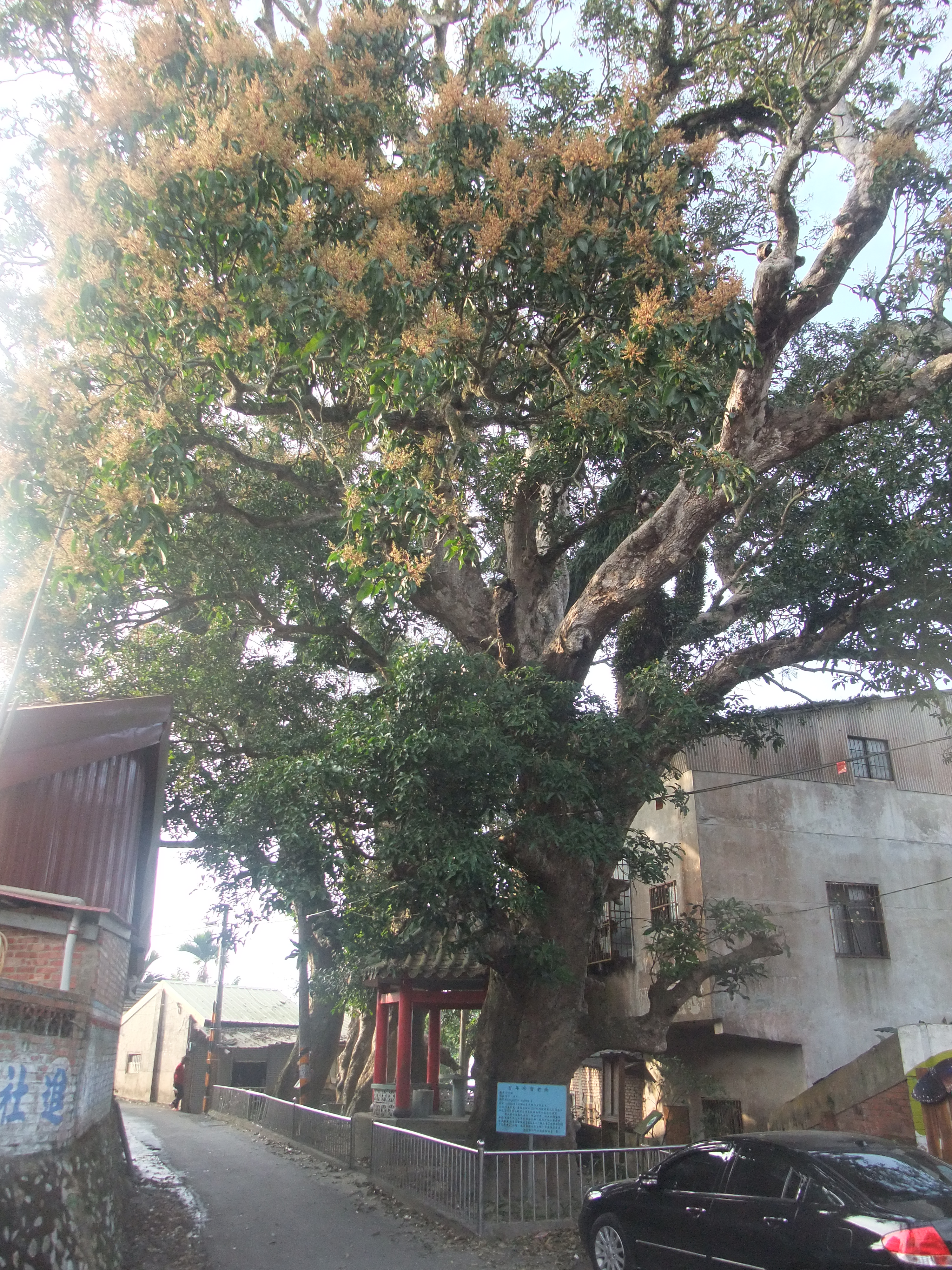
林內鄉坪頂村老芒果樹

### 地名由來
林內鄉名源於鄉治所在之林內聚落。在清朝以前，本是一林蔭濃密之大林野，位於山麓，半山半原，雜木叢生、荊棘遍佈、人煙絕跡之地。清康熙末年漢人渡海來臺至此墾拓，因係於森林內建立村落，故名之為「林內」。

### 台灣史前時期
早在台灣史前時期，林內地區即有人類在此活動，已發掘的史前文化遺址有位於坪頂村聚落南側的坪頂遺址。該地洽處清水溪匯入濁水溪處之紅土高位階地，地勢較為平坦，視野廣闊。鄰近較低階面亦發現有史前文物，但因現為茶園、養雞場，調查困難，因而出土遺物較少，分布範圍也較不明確。 
該遺址的出土文物以陶器、石器為主。陶器主要為灰黑色夾砂陶，口緣、腹部外側及唇口內緣有紋飾，紋飾種類相當豐富。石器有打製斧鋤形器、石片器、磨製石銹、石刀、砥石及網墜等。其文化內涵較近於營埔文化水底寮類型，年代約為公元前一千年。 
斧鋤形石器具有砍、挖、翻等功能，多用於耕作。夾砂陶是在黏土中掺入適當比例的砂粒，因均勻受熱而比較耐燒，多用於具有烹煮功能的大型陶鍋。由這些出土器具的用途，可推斷當地史前住民已從事農業，並進行手工業活動。

### 荷治及明鄭時期
1624年7月，荷蘭人在台南安平登陸，逐步擴展勢力範圍（1624－1662年，台灣荷蘭統治時期）。當時北從今臺中市霧峰區，南至今臺南市新營區的靠山平原地帶，都還是平埔族群洪雅族的活動領域，尚無漢人墾殖記錄。而其中的今林內地區，則與洪雅族斗六門柴裡社的所在地極為接近，應與其密切相關。
依據荷蘭人於1647年所作的戶口統計資料，村落 Arrissangh（別名 Talack Bajen）有108戶、316人。斗六著名史家鄭津梁認為戶口資料中的村落 Talack 即斗六門的音譯，Arrissangh 則指柴裡社（今斗六市三光里）。由於荷蘭人有抽人頭稅，易導致少報人口數，該數字因此未必可信。但無論如何，當時今斗六、林內地區的人口數應相當稀少。
1662年2月（陰曆：明永曆十五年十二月），鄭成功在攻台之役獲勝，結束荷蘭人在台灣的統治
（1662－1683年，明鄭時期）。鄭成功為解決軍民糧食問題，大力實行屯田制。1665至1667年（永曆十九至二十一年），明鄭部將林圮率眾開墾斗六門，並及於今林內、竹山一帶。今林內鄉九芎村的營盤園，即當時林圮所墾之地。

### 清治時期
1683年8月（南明永曆三十七年七月，清康熙二十二年七月），鄭克塽投降清朝，台灣進入長達212年的清治時期（1683-1895年）。
清治初期，漢人開始大規模開墾斗六、林內地區。其中林內地區的主要拓墾者，有康熙末年入墾林內聚落的鄭萃徘、雍正年間入墾九芎林聚落的楊逞，及曾協助鄭萃徘開墾林內，其後轉至九芎林開墾楊逞所未及地區的蔡麟。1760年（乾隆二十五年），余文儀在其編纂的《續修臺灣府志》中，已記載斗六門保為諸羅縣新增三十九保之一。據此可以推斷此時斗六、林內地區已成為漢人聚集地，沃野亦幾已全部開發。
1786年（乾隆五十一年）陰曆閏七月，楊逞養子楊功懋（又名楊光勳）、親子楊功寬二人因怨而各自結黨，為首諸人遭收押後，黨人糾眾劫囚而遭大規模逮捕。該案前後輯拿黨徒及劫犯共五十餘人，楊逞、楊光勳俱被列為首犯而遭正法，楊家田園一千餘甲及家產悉遭抄封入官。
由於斗六門位於山岳、平原交界地帶，加上地理位置重要，每逢戰事，易成雙方攻防要地。例如與上述事件同年的林爽文事件、1832年（道光十二年）的張丙事件、1862年至1864年（同治元年至三年）的戴潮春事件皆是。當時林內地區隸屬斗六門，多少亦受波及。
清朝時期規劃縣治區，本鄉東南部約三分二之面積隸屬斗六堡，包括林內庄、咬狗庄與九芎林庄；西北部約三分之一面積則隸屬溪洲堡，包括烏塗仔庄全部與新庄仔庄的東半部。

### 日治時期

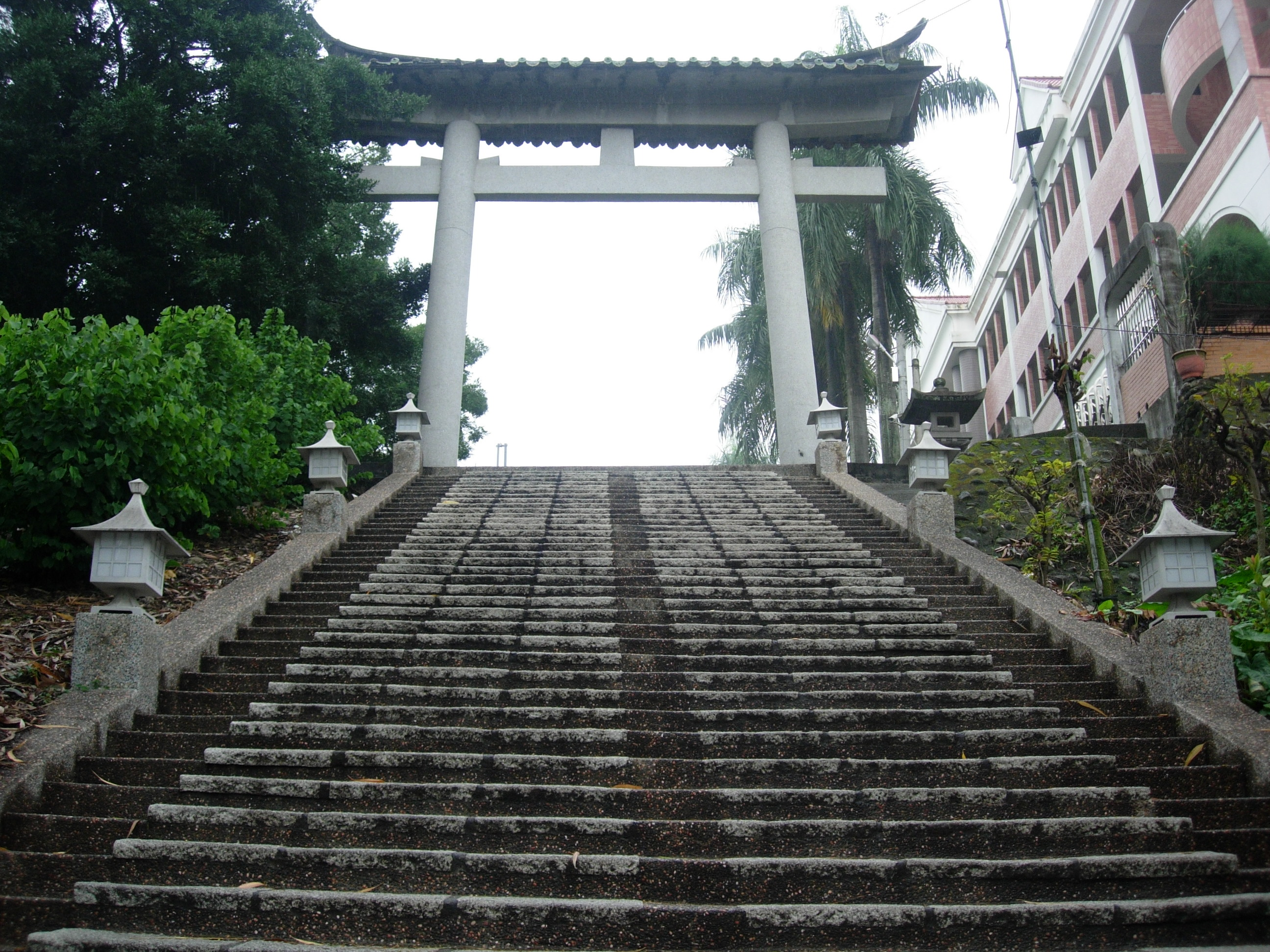
林內神社一景（鳥居上的瓦片非原設計）

1895年4月（清光緒二十一年三月，日本明治二十八年四月），清朝和日本簽訂《馬關條約》，將台灣割讓予日本。5月底，台灣軍民起而反抗日軍接管，爆發乙未戰爭，至11月中旬始宣告平定。
在乙未戰爭中，抗日義軍曾於8月27日八卦山之役結束後，撤守雲林縣。在斗六與日軍近衛師團進行遭遇戰。徐驤、簡義、陳文晃、廖琛、黃丑等率部奮勇抵抗，徐驤陣亡。
日治初期行政區劃雖更改頻繁，但傳統的堡里、街庄體制依然維持。大正九年（1920年）廢除堡里、街庄而改設街庄、大小字，本鄉東南部約八分之七面積歸屬台南州斗六郡斗六街，包括林內、九芎林、烏塗子三個大字的全部及咬狗大字北半部；西北部約八分之一面積則歸屬同州郡之莿桐，但僅含新庄子大字之東半部。

### 民國時期
1945年（昭和二十年，民國三十四年），日本在第二次世界大戰戰敗，中華民國政府接收台灣。
1946年8月，劃撥原屬斗六鎮之林內、九芎林、烏塗子三個大字及咬狗大字北半部，合併原屬莿桐鄉之新庄仔大字東半部，獨立組成「林內鄉」。

## 地理

### 地形
林內鄉位於雲林縣東北角，地處山地與平原接攘處。東南部為丘陵，西北部為平原。丘陵與平原面積約各佔二分之一，丘陵多屬國有保安林區，平原則為肥沃良田。
平原地區大致分佈於自海拔約一百公尺的斗六大圳往西北側下降至海拔三十公尺處，包括林北、林中兩村的西北部，以及九芎、烏塗、烏麻、重興等村，由河流泥砂沈積而成沖積土，為高經濟農耕地帶，名聞遐邇的濁水米便生產於此地區。丘陵地區分佈於斗六大圳東南側至清水溪西岸間，包括林北、林中兩村的東南部，以及坪頂、林南、林茂、湖本等村，屬於斗六丘陵的北段，各山峰平均高度在海拔二、三百公尺之間。

### 水文
林內鄉主要河川有屬於濁水溪流域的濁水溪、清水溪，在該鄉的流域範圍為西北部及東部；另有屬於北港溪流域的坪頂溪、斗六東溪、大埔溪，在該鄉的流域範圍為中南部及西南部。
濁水溪為全台灣最長河川，由東向西流過該鄉北境，形成與彰化縣二水鄉的天然邊界。清水溪為濁水溪左岸一大支流，由南向北流過該鄉東北境，其中最北一段為該鄉與南投縣竹山鎮的界河。
北港溪亦為台灣中部大河，昔日為濁水溪分流之一，常泛濫成災。1911年濁水溪構築堤防並切斷諸分流，北港溪始成為獨立溪流。

### 氣候
該鄉靠近山區，屬熱帶濕潤型氣候，年雨量多介於1,500至2,000公釐之間，多集中於夏季。年平均溫度約23℃，除11月至翌年3月氣溫低於20度以外，其餘均高於20度。濕度以秋、冬季節較低，春、夏較高。
月平均日照時數達120小時，其中以2月份58小時為最短，7月份185小時為最長。由於日照時間長，有利於農作物的生長。

### 生態
臺灣的紫斑蝶與墨西哥帝王斑蝶是世界唯二，像候鳥一樣越冬型的斑蝶，每年春暖花開時，紫斑蝶會陸續從臺灣南部往北飛，所有的紫斑蝶約在清明時節聚集在林內，因此，林內人又稱他們為「清明蝶」。臺灣的紫斑蝶冬天棲息在茂林，夏天會往北遷移，過程中以林內觸口為中繼站，再一同飛越濁水溪，最遠曾在臺北市北投區發現紫斑蝶的蹤跡。根據調查，紫斑蝶最大數量曾經在96年間到達每分鐘1200隻，形成一條壯觀的美麗蝶河。

### 人口
根據雲林縣斗六戶政事務所統計，2024年底林內鄉戶數約6.2千戶，人口約1.7萬人，鄉內人口最多與最少的村分別是林中村與坪頂村，2024年底兩村人口分別為4,057人與489人。

## 政治

### 歷屆鄉長
| 任次   | 姓名   | 任期                 | 黨籍       | 備註                     |
| ------ | ------ | -------------------- | ---------- | ------------------------ |
| 第1屆  | 林慶敦 | 40.08.15～42.08.15   |            |                          |
| 第2屆  | 林慶堂 | 42.08.15～45.08.15   |            |                          |
| 第3屆  | 卓和尚 | 45.08.15～46.10.06   |            | 任內歿                   |
| 補選   | 洪宗琪 | 46.10.07～49.01.04   |            |                          |
| 第4屆  | 蔡榮智 | 49.01.05～53.02.28   |            |                          |
| 第5屆  | 張水海 | 53.03.01～57.06.30   |            |                          |
| 第6屆  | 張水海 | 57.07.01～62.03.31   |            |                          |
| 第7屆  | 鄭松枝 | 62.04.01～66.12.31   |            |                          |
| 第8屆  | 鄭松枝 | 67.01.01～71.02.28   |            |                          |
| 第9屆  | 張秋源 | 71.03.01～75.02.28   |            |                          |
| 第10屆 | 張秋源 | 75.03.01～79.02.28   |            |                          |
| 第11屆 | 鄭文煌 | 79.03.01～83.02.28   |            |                          |
| 第12屆 | 鄭文煌 | 83.03.01～87.02.28   |            |                          |
| 第13屆 | 陳河山 | 87.03.01～91.02.28   | 中國國民黨 |                          |
| 第14屆 | 陳河山 | 91.03.01～94.11.08   | 中國國民黨 | 涉入林內焚化爐弊案，解職 |
| 代理   | 莊玲蘭 | 94.11.09～94.11.13   |            |                          |
| 代理   | 張哲慎 | 94.11.14～95.02.28   |            |                          |
| 第15屆 | 邱世文 | 95.03.01～99.02.28   | 無黨籍     |                          |
| 第16屆 | 邱世文 | 99.03.01～103.12.25  | 無黨籍     |                          |
| 第17屆 | 張維崢 | 103.12.25～107.12.24 | 民主進步黨 |                          |
| 第18屆 | 張維崢 | 107.12.25～111.12.25 | 民主進步黨 |                          |
| 第19屆 | 劉姿言 | 111.12.25～          | 無黨籍     | 現任                     |

### 鄉政組織
林內鄉公所是林內鄉最高層級的地方行政機關，在中華民國政府架構中為鄉自治的行政機關，同時負責執行縣政府及中央機關委辦事項，林內鄉的自治監督機關為雲林縣政府。鄉長由全體鄉民直接選舉產生，任期為四年，可連選連任一次。林內鄉公所並置鄉政會議，為鄉政最高決策機構，在鄉長之下，設有5課4室等9個內部單位及4個附屬機關。
林內鄉民代表會是林內鄉的最高民意機關，代表林內鄉全體鄉民立法和監察鄉政。鄉民代表由公民直選選出，任期為四年，可連選連任。林內鄉民代表會共有11位鄉民代表，分別為第一選區3席鄉民代表、第二選區2席鄉民代表、第三選區3席鄉民代表、第四選區3席鄉民代表，主席、副主席由11位鄉民代表互選產生。

### 行政區
| 村名   | 面積 km² | 鄰數 | 人口數 2019.7 | 人口密度 | 主要聚落                                                                                                 |
| ------ | -------- | ---- | ------------- | -------- | --- |
| 林南村 | 7.98     | 26   | 1,187         | 148.75   | 林內（中正路以南、成功路以東）、鐵管坑                                                                   |
| 林中村 | 6.87     | 33   | 4,411         | 642.07   | 林內（中正路以北、成功路以西）、會社尾（新興）、玉蘭花腳（西部）、溪底仔（仁愛）、紙廠口、下尾寮（長安） |
| 林北村 | 4.92     | 30   | 2,570         | 522.36   | 頂庄、玉蘭花腳（東部）、鉛片厝、二號仔、觸口、山坪、廍坑                                                   |
| 林茂村 | 6.39     | 20   | 947           | 148.20   | 乾溪仔（復興）、溪仔尾（中興）、斗六東（茂興）、草崙（東興）、食水坑（建興）                             |
| 坪頂村 | 8.61     | 15   | 573           | 66.55    | 坪頂 |
| 湖本村 | 4.39     | 10   | 719           | 163.78   | 湖本（湖山寮）                                                                                           |
| 九芎村 | 4.65     | 30   | 3,008         | 646.88   | 九芎林、民光（營盤園）、大埔、長興（頂長流仔、下長流仔）                                                 |
| 烏麻村 | 3.02     | 16   | 1,191         | 394.37   | 永安（烏麻園）、永昌（舊廍仔）、長源（灣龜頭）                                                           |
| 烏塗村 | 4.56     | 16   | 1,290         | 282.89   | 烏塗仔（頂烏塗）、華興、忠庄（頭前寮、赤仔庄）、鹽讚（鹽館）、瑞和、和興（後壁寮）                           |
| 重興村 | 4.60     | 20   | 2,095         | 455.43   | 重興（芎蕉腳）、進興（下厝仔）                                                                           |
| 林內鄉 | 37.6035  | 216  | 17,991        | 478.44   | |

## 經濟
林內鄉位於平原與丘陵交會地帶，農業人口佔約百分之五十，為典型的農業鄉。主要農作物為稻米、竹筍、茶、花卉、蔬菜、水果等，其中絲瓜、花卉、茶、竹筍等尤具發展潛力。畜牧業以圈養雞、豬等家畜為主，所佔產值比例不大。
由於土地使用分區的管制，本鄉工業並不發達，從業人口不多。依據1981年的統計，全鄉僅有55家工廠，其中以食品業佔15家為最多。本鄉之服務業均屬地方性產業，以日用品及雜貨零售店為主，此外即無特殊商業行為。過去曾有私人投資經營大型遊樂場天元莊遊樂中心，但現已歇業。

## 文化

### 宗教信仰

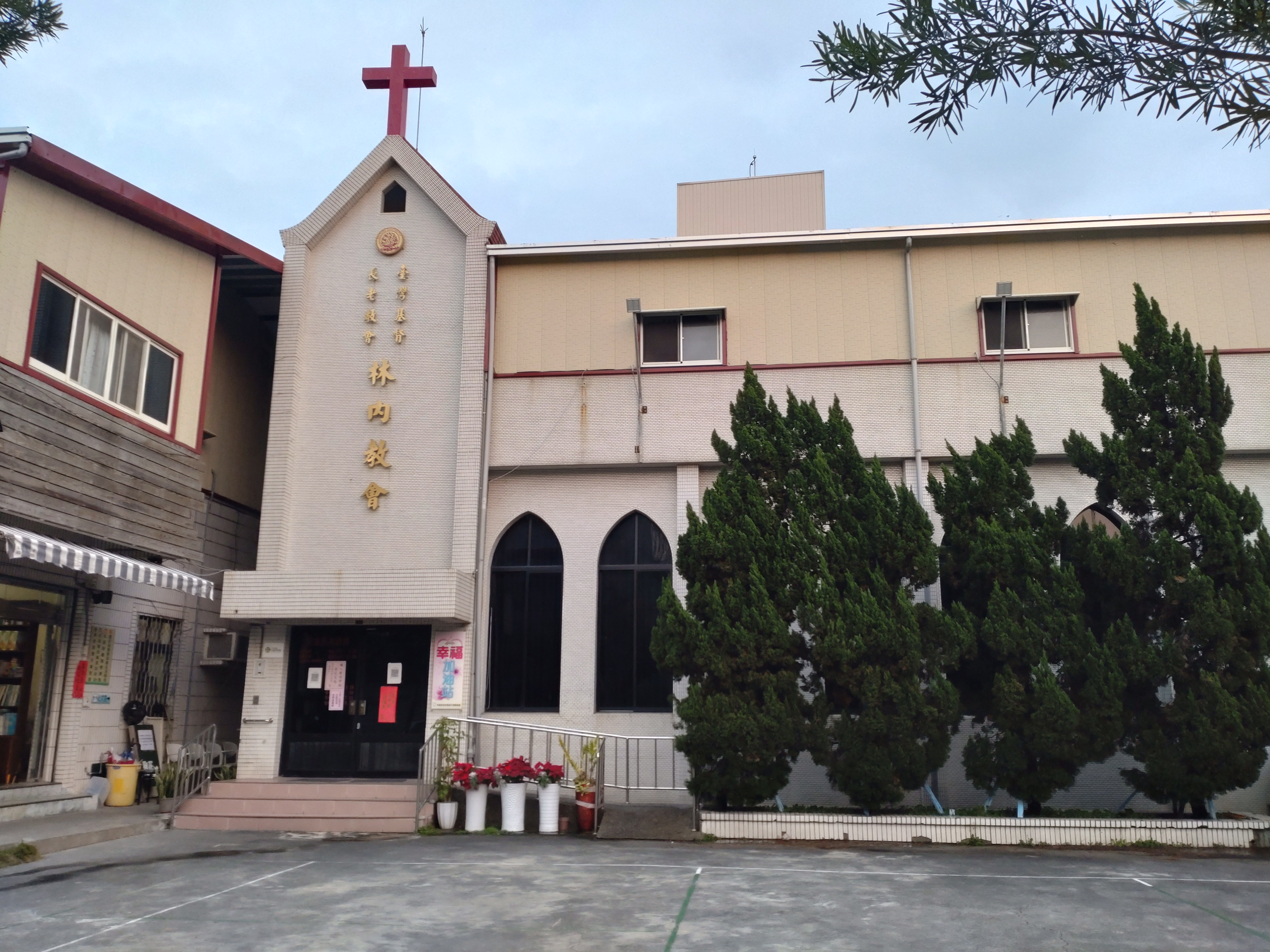
林內教會位於林內車站前新興路，由斗六教會分設，至今已有72年歷史

林內鄉一如台灣其他地區，宗教信仰相當多元，有民間信仰、佛教、道教、基督新教、天主教、一貫道等，各種寺廟教堂合計三十多座，包括位於九芎村的近三百年老廟鎮安宮、一貫道廟宇武聖宮、佛教勝地圓明禪寺、儒釋道同宗濟公堂，位於湖本村的藏傳佛教白馬山菩提寺及位於烏塗村的進雄宮，位於林中村的林內長老教會等。
其中菩提法洲寺(白馬山菩提寺)是全台灣最大的藏傳佛教寺院，建築融合了中國、印度與西藏三大傳統文化風格，頗為雄偉壯觀。2002年達賴喇嘛曾親臨此地弘法。

### 文化資產

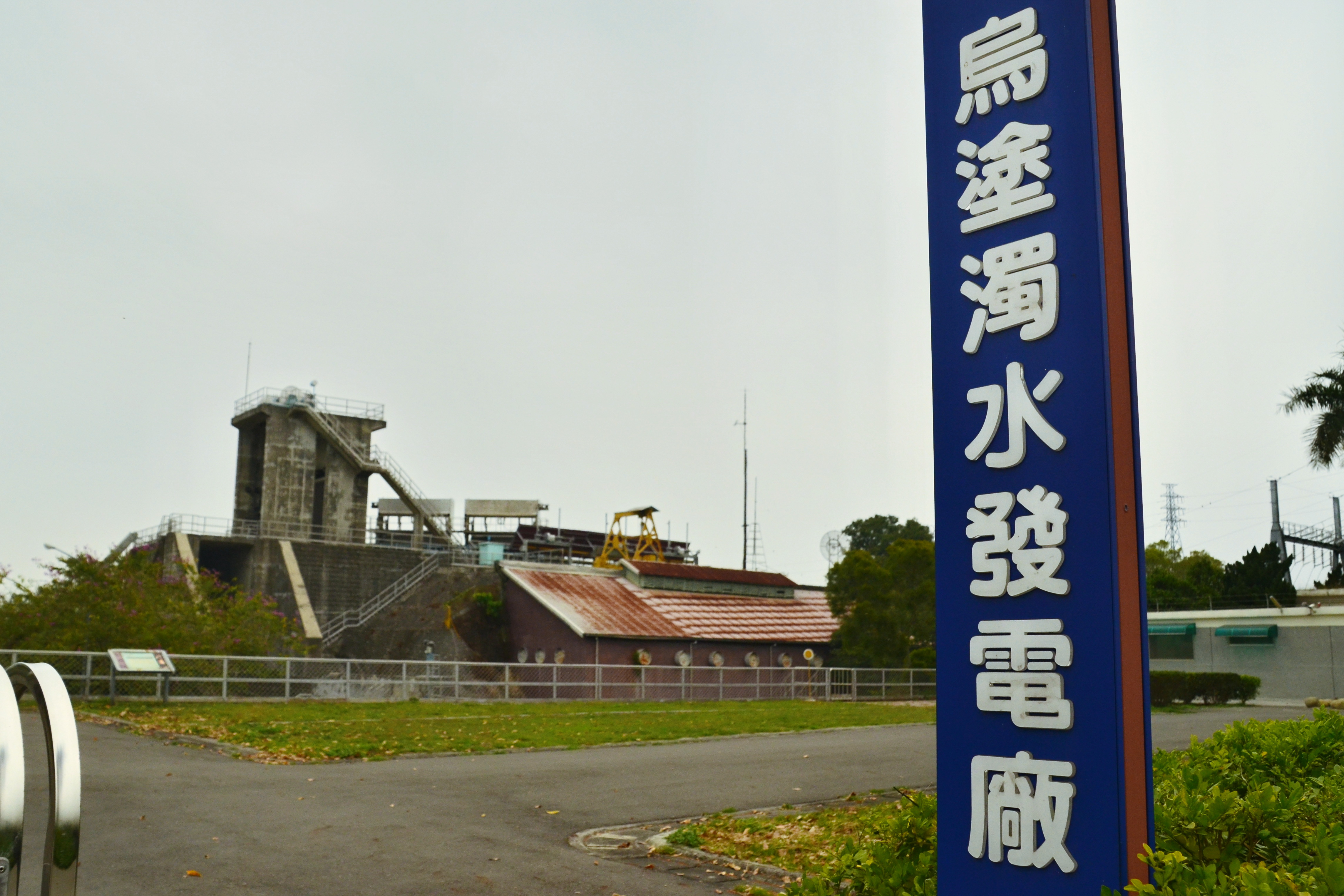
濁水水利發電所

濁水水利發電所位於烏塗村烏塗聚落，係日治時期嘉南水利會為籌建烏山頭水庫，急需工程電源而興建的發電所。1921年（大正十年）2月開工，1923年（大正十二年）2月完工發電，用水來自濁水溪與其支流清水溪。當初設置的發電機組在水庫完工後，仍然繼續運轉。1929年由台灣電力株式會社收購，戰後由台灣電力公司接收。該發電所為雲嘉南唯一平地川流式水利發電廠，也是台灣少數位於田野間的發電廠之一。2004年2月4日，獲雲林縣政府公告為縣定古蹟。
原三菱製紙所辦公廳舍位於林中村新興路，興建於1907年（明治四十年），是一棟日式風格建築，外型樸實典雅，內部裝潢精緻。在建築工藝、建築歷史及建築技術史上，都具有相當高之價值。2006年6月20日，獲雲林縣政府公告為歷史建築。

## 教育

### 高級中等學校
- 雲林縣私立義峰高級中學：創立於1999年11月30日，校址位於烏麻村長源聚落，是林內鄉的最高學府[40]。日間部目前設有電子商務科、應用外語科、觀光事業科、餐飲管理科、餐飲技術科、時尚造型科、多媒體動畫科及綜合職能科等，進修學校則僅設餐飲管理科[41]。

### 國民中學
- 雲林縣私立淵明國民中學：前身為淵明初級中學，創立於1961年5月22日，校址位於林中村林內公園前，是林內鄉的第一所中學。1958年配合政府推動九年國民教育，改制為國民中學，是當時全鄉唯一的國民中學。該校歷史悠久，辦學經驗豐富，外地寄籍就讀學生頗多。

- 雲林縣立林內國民中學：創立於2000年8月1日，校址位於烏麻村，緊臨義峰高中，為鄉內僅有的一所公立國民中學。由於林內鄉人口不多，又早有私立淵明國民中學創設在先，因此成為全台最後一個設立公立國民中學的鄉鎮市行政區[42]。

### 國民小學
- 雲林縣林內鄉林內國民小學：位於林內街區中央（林南村），為林內鄉第一所小學，創立於1917年（日治大正6年）4月1日，原稱斗六公學校林內分校。1921年4月1日獨立為林內公學校。1946年1月1日改稱斗六鎮第四國民學校，1968年8月1日改稱林內鄉林內國民小學。該校自1948年起曾先後設立重興、九芎、坪頂、烏塗等多所分校或分班，其後亦各自獨立設校。
- 雲林縣林內鄉民生國民小學：原即烏塗分班，創立於1956年9月1日，校址位於烏塗仔（烏塗村），1962年9月1日獨立並改名。
- 雲林縣林內鄉林中國民小學：創立於1959年9月1日，校址位於林內街區南側（林中村）[43]。
- 雲林縣林內鄉九芎國民小學：原即九芎分校，創立於1948年5月1日，校址位於九芎林（九芎村），1954年9月1日獨立設校。
- 雲林縣林內鄉成功國民小學：原即坪頂分班，創立於1950年9月1日，校址位於坪頂（坪頂村），1958年9月1日獨立並改名。
- 雲林縣林內鄉重興國民小學：原即重興分校，創立於1948年3月24日，校址位於芎蕉腳（重興村），1952年9月1日獨立設校。

## 交通
林內鄉對外連絡以鐵公路為主，交通極為方便。臺鐵縱貫線以東北－西南走向貫穿鄉境，在鄉治林內街區設有林內車站，為三等站，停靠車種以區間車為主，部分莒光號亦有停靠。

### 鐵路
- 臺灣鐵路公司縱貫線：林內車站

### 公路
國道三號（福爾摩沙高速公路）為本鄉最重要的聯外道路由東鄰南投縣竹山鎮進入境內，在榮興附近轉向西南，交通部規劃在此增設林內交流道，於西南部與斗六市交界處附近和省道台3線交會，並設有斗六交流道，隨後出鄉界而進入斗六市。目前須經由斗六交流道進出林內鄉。
台3線為本鄉主要的平面聯外道路，其路徑大致與國道三號平行。經由該道路，向東北可通往竹山鎮、名間鄉、南投市及中北部山線各地；向西南則可通往斗六市、古坑鄉及南部山線各地。
縣道154號是雲林縣最北部的一條橫貫道路，由此可通往莿桐鄉、西螺鎮、二崙鄉、崙背鄉、麥寮鄉等地。縣道141號是林內鄉通往彰化縣員林市的道路，沿途經過二水鄉、田中鎮、社頭鄉等地，在林內與二水之間有彰雲大橋跨越濁水溪。

### 公車資訊
- 臺西客運
  - 7127 斗六－竹山
  - 7128 斗六－林內
  - 7134 西螺－林內

## 旅遊
林內東南半部為丘陵地區，多為假日登山健行的好去處。龍過脈森林步道是林內知名的登山步道，而由北而南的著名山峰有觸口山、林內山、東甲山、楊逞山、白馬山、湖山寮山及七星稜等。另外小黃山位在觸口山的東南方，因山勢酷似中國大陸名勝黃山，因而得名。
農田水利文物陳列館位於林中村，是全國首座以水利為主題的文物陳列館，透過靜態與動態的展示，呈現台灣農田水利演進發展史。除了室內展館，另設有互動式室外動態展示區。目前每月開館二天。
坪頂台地海拔介於200至400公尺之間，雨多霧重，晝夜溫差大，極適合茶樹生長。當地超過九成的居民從事茶業，「茶鄉坪頂」聲名遠播。坪頂茶葉文化館的前身為林內鄉農會坪頂茶葉推廣中心，館內設有泡茶製茶體驗區、製茶歷史展示區、特色農產品展售室、會議室，為茶產業的交流平台。目前每周末開館。

## 外部連結
- 林內鄉公所 （页面存档备份，存于）
- 雲林縣林內鄉公所的Facebook專頁
- YouTube上的林內鄉公所頻道
- YouTube上的林內鄉公所林內之美頻道